# Gais 1926/1927
Fotbollsklubben Gais spelade säsongen 1926/1927 i allsvenskan, där man slutade etta och tog hem guldet. Inget cupspel genomfördes denna säsong.
Denna säsong debuterade blivande landslagsmännen och SM-guldvinnarna 1930/1931 Bertil Thulin, Olle Bengtsson och Gunnar Olsson i allsvenskan för klubben. 

## Allsvenskan
Gais rivstartade serien med ett hattrick av centern "Abben" Olsson borta mot IFK Norrköping (3–0), följt av ytterligare ett hattrick av Olsson borta mot Örgryte IS (3–2). I den näst sista höstomgången kom hela 14 148 personer till Slottsskogsvallen (ordinarie arenan Ullevi var under ombyggnad) och såg Gais slå Hälsingborgs IF med 2–1. Klubben gick till vintervila som serieledare, men på våren gick IFK Göteborg förbi och ledde serien till näst sista matchen, då Gais vann med 4–3 över lokalrivalen. I sista omgången överraskade sedan IFK genom att på hemmaplan förlora med 1–4 mot bottenlaget IFK Uddevalla samtidigt som Gais slog Westermalms IF. Gais tog således hem serien med tre poängs försprång.
Liksom säsongen 1924/1925 triumferade Gais tack vare kedjans utmärkta samspel och det bakre försvarets pålitlighet. Stöttepelarna i försvaret var backparet Fritjof Hillén/Gunnar Zacharoff och centerhalven Herbert Lundgren. "Abben" Olsson var med sina 24 mål allsvenskans främsta målskytt.

### Tabell
| Nr | Lag                | S  | V  | O | F  | GM | IM | MS  | P  |
| -- | ------------------ | -- | -- | - | -- | -- | -- | --- | -- |
| 1  | Gais               | 22 | 16 | 4 | 2  | 70 | 25 | +45 | 36 |
| 2  | IFK Göteborg       | 22 | 16 | 1 | 5  | 58 | 27 | +31 | 33 |
| 3  | Hälsingborgs IF    | 22 | 16 | 0 | 6  | 74 | 34 | +40 | 32 |
| 4  | Örgryte IS         | 22 | 13 | 3 | 6  | 43 | 30 | +13 | 29 |
| 5  | AIK                | 22 | 10 | 3 | 9  | 38 | 36 | +2  | 23 |
| 6  | IK Sleipner        | 22 | 9  | 2 | 11 | 44 | 42 | +2  | 20 |
| 7  | IFK Eskilstuna     | 22 | 7  | 5 | 10 | 51 | 61 | −10 | 19 |
| 8  | IFK Norrköping     | 22 | 6  | 6 | 10 | 35 | 50 | −15 | 18 |
| 9  | Landskrona BoIS    | 22 | 7  | 2 | 13 | 36 | 56 | −20 | 16 |
| 10 | IF Elfsborg (U)    | 22 | 6  | 4 | 12 | 33 | 60 | −27 | 16 |
| 11 | Westermalms IF (U) | 22 | 5  | 4 | 13 | 35 | 58 | −23 | 14 |
| 12 | IFK Uddevalla      | 22 | 2  | 4 | 16 | 27 | 65 | −38 | 8  |

### Seriematcher
| Motståndare     | Hemma | Borta |
| --------------- | ----- | ----- |
| IFK Göteborg    | 1–1   | 4–3   |
| Hälsingborgs IF | 2–1   | 0–2   |
| Örgryte IS      | 2–1   | 3–2   |
| AIK             | 1–2   | 4–1   |
| IK Sleipner     | 2–1   | 1–1   |
| IFK Eskilstuna  | 4–0   | 6–1   |
| IFK Norrköping  | 2–2   | 3–0   |
| Landskrona BoIS | 4–1   | 1–1   |
| IF Elfsborg     | 7–0   | 5–0   |
| Westermalms IF  | 3–1   | 5–3   |
| IFK Uddevalla   | 6–0   | 4–1   |

### Spelarstatistik

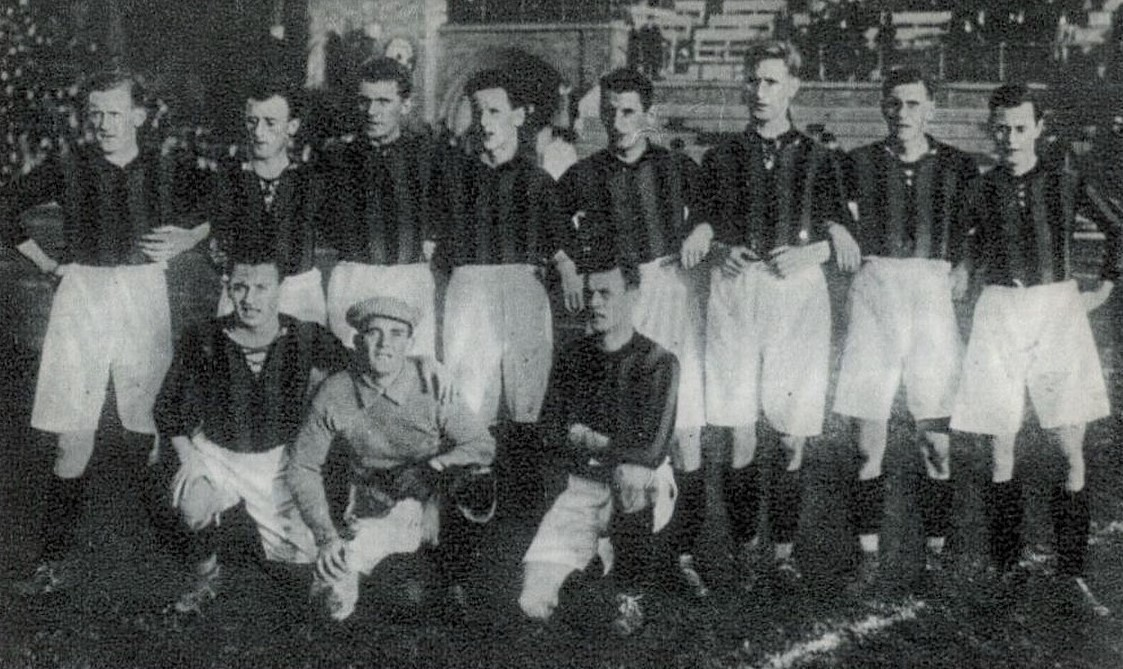
Gais årgång 1926/1927. Från vänster stående: Gunnar Holmberg, Gunnar Paulsson, Rune Wenzel, Gustaf Gustafsson, Albert Olsson, Erik Johansson, Bertil Thulin, Thorsten Svensson. Knästående: Herbert Lundgren, Manfred Johnsson, Gunnar Zacharoff.

| Namn                  | Matcher | Mål |
| --------------------- | ------- | --- |
| Albert Olsson         | 22      | 24  |
| Rune Wenzel           | 22      | 6   |
| Erik Johansson        | 22      | 2   |
| Gustaf Gustafsson     | 22      |     |
| Gunnar Zacharoff      | 22      |     |
| Bertil Thulin         | 21      | 9   |
| Herbert Lundgren      | 21      |     |
| Gunnar Paulsson       | 20      | 12  |
| Gunnar Holmberg       | 19      | 1   |
| Manfred Johnsson (mv) | 19      |     |
| Thorsten Svensson     | 17      | 9   |
| Gunnar Olsson         | 4       | 1   |
| Olle Bengtsson (mv)   | 3       |     |
| Fritjof Hillén        | 3       |     |
| Henning Olsson        | 2       | 2   |
| Malcolm Olsson        | 2       |     |
| Arvid Björk           | 1       | 2   |